# Neostorena spirafera
Neostorena spirafera là một loài nhện trong họ Zodariidae.
Loài này thuộc chi Neostorena. Neostorena spirafera được Ludwig Carl Christian Koch miêu tả năm 1872.